# Josh Hill
Josh Hill (Blackfoot, 21 maggio 1990) è un giocatore di football americano statunitense che ha militato nel ruolo di tight end nella National Football League (NFL). Al college giocò a football prima alla Idaho State University.

## Carriera

### New Orleans Saints
Dopo non essere stato scelto nel Draft NFL 2013, Hill con i New Orleans Saints. Debuttò come professionista nella settimana 1 contro gli Atlanta Falcons senza ricevere alcun passaggio. Il primo touchdown su ricezione lo segnò nella vittoria della settimana 11 contro i San Francisco 49ers. La sua prima stagione si concluse con 6 ricezioni per 44 yard e un touchdown in 14 presenze, 3 delle quali come titolare.
Nel Monday Night Football della settimana 15 della stagione 2014, Hill segnò per la prima volta due touchdown nella vittoria della sua squadra contro i Chicago Bears.

### Detroit Lions
Nel marzo del 2021 Hill firmò con i Detroit Lions. Il 10 maggio 2021 annunciò il ritiro.

## Statistiche
| Partite totali      | 14 |
| Partite da titolare | 3  |
| Ricezioni           | 6  |
| Yard ricevute       | 44 |
| Touchdown           | 1  |

Statistiche aggiornate alla stagione 2013